# Raphaël Poirée
Raphaël Poirée (Rives, 9 agosto 1974) è un allenatore di biathlon ed ex sciatore nordico francese attivo sia nello sci di fondo sia nel biathlon, disciplina nella quale colse i maggiori successi vincendo sette titoli mondiali e quattro Coppe del Mondo.
È fratello di Gaël ed ex marito della norvegese Liv Grete Skjelbreid, a loro volta biatleti di alto livello.

## Biografia

### Carriera nel biathlon
Ha iniziato a praticare biathlon a livello agonistico nel 1994; la sua esplosione ad alti livelli si risale alla stagione 1997-1998, quando ha ottenuto il quinto posto in Coppa del Mondo e la prima medaglia, di bronzo, ai Mondiali di Pokljuka, in Slovenia, nella specialità dell'inseguimento. Poirée ha vinto per quattro volte la Coppa del Mondo ed è stato per sette volte campione del mondo in diverse specialità. A ciò vanno sommate tre medaglie olimpiche e 39 vittorie in Coppa del Mondo, dove ha collezionato in tutto 97 podi.

### Carriera nello sci di fondo
Chiusa la carriera nel biathlon nel 2007, si dedicò allo sci di fondo disputando alcune granfondo; in Marathon Cup ottenne un podio nella Transjurassienne 2008.

### Carriera da allenatore
Dopo essersi ritirato dalle competizioni nel 2008, è divenuto allenatore della nazionale norvegese.

## Palmarès

### Biathlon

#### Olimpiadi
- 3 medaglie:
  - 1 argento (inseguimento[3] a Salt Lake City 2002)
  - 2 bronzi (staffetta[3] a Salt Lake City 2002; staffetta[3] a Torino 2006)

#### Mondiali
- 18 medaglie:
  - 8 ori (partenza in linea[3] a Holmenkollen 2000; partenza in linea[3], staffetta[3] a Pokljuka 2001; partenza in linea a Holmenkollen 2002[3], inseguimento[3], sprint[3], partenza in linea[3] a Oberhof 2004; inseguimento[3] ad Anterselva 2007)
  - 3 argenti (inseguimento[3] a Pokljuka 2001; inseguimento[3] a Oberhof 2004; staffetta mista ad Anterselva 2007)
  - 7 bronzi (inseguimento[3] Pokljuka/Hochfilzen 1998; inseguimento[3] a Holmenkollen 2000; partenza in linea[3] a Chanty-Mansijsk 2003; staffetta[3] a Oberhof 2004; partenza in linea[3] a Hochfilzen 2005; staffetta mista a Pokljuka 2006; partenza in linea[3] ad Anterselva 2007)

#### Coppa del Mondo
- Vincitore della Coppa del Mondo nel 2000, nel 2001, nel 2002 e nel 2004
- Vincitore della Coppa del Mondo di individuale nel 2004 e nel 2007
- Vincitore della Coppa del Mondo di sprint nel 2004
- Vincitore della Coppa del Mondo di inseguimento nel 1999, nel 2001, nel 2002 e nel 2004
- Vincitore della Coppa del Mondo di partenza in linea nel 2000, nel 2004 e nel 2005
- 98 podi (89 individuali, 9 a squadre[4]), oltre a quelli conquistati in sede olimpica e iridata e validi per la Coppa del Mondo:
  - 39 vittorie (38 individuali, 1 a squadre)
  - 38 secondi posti (36 individuali, 2 a squadre)
  - 21 terzi posti (15 individuali, 6 a squadre)

##### Coppa del Mondo - vittorie
| Data             | Località            | Nazione              | Specialità                                                 |
| ---------------- | ------------------- | -------------------- | ---------------------------------------------------------- |
| 8 gennaio 1998   | Ruhpolding          | Germania             | SP                                                         |
| 12 dicembre 1998 | Hochfilzen          | Austria              | PU                                                         |
| 13 gennaio 1999  | Ruhpolding          | Germania             | MS                                                         |
| 17 gennaio 1999  | Ruhpolding          | Germania             | PU                                                         |
| 27 febbraio 1999 | Lake Placid         | Stati Uniti          | PU                                                         |
| 15 dicembre 1999 | Osrblie/Pokljuka    | Slovacchia/ Slovenia | IN                                                         |
| 20 gennaio 2000  | Anterselva          | Italia               | SP                                                         |
| 7 dicembre 2000  | Pokljuka/Anterselva | Slovenia/ Italia     | SP                                                         |
| 8 dicembre 2000  | Pokljuka/Anterselva | Slovenia/ Italia     | PU                                                         |
| 15 dicembre 2000 | Osrblie/Anterselva  | Slovacchia/ Italia   | SP                                                         |
| 4 gennaio 2001   | Oberhof             | Germania             | SP                                                         |
| 14 gennaio 2001  | Ruhpolding          | Germania             | PU                                                         |
| 16 dicembre 2001 | Pokljuka            | Slovenia             | PU                                                         |
| 12 gennaio 2002  | Oberhof             | Germania             | MS                                                         |
| 18 gennaio 2002  | Ruhpolding          | Germania             | SP                                                         |
| 27 gennaio 2002  | Anterselva          | Italia               | PU                                                         |
| 14 marzo 2002    | Lahti               | Finlandia            | SP                                                         |
| 17 marzo 2002    | Lahti               | Finlandia            | PU                                                         |
| 19 dicembre 2002 | Osrblie             | Slovacchia           | SP                                                         |
| 22 dicembre 2002 | Osrblie             | Slovacchia           | PU                                                         |
| 16 gennaio 2003  | Ruhpolding          | Germania             | RL (con Ferréol Cannard, Vincent Defrasne e Julien Robert) |
| 18 dicembre 2003 | Osrblie             | Slovacchia           | IN                                                         |
| 21 dicembre 2003 | Osrblie             | Slovacchia           | PU                                                         |
| 8 gennaio 2004   | Pokljuka            | Slovenia             | SP                                                         |
| 25 gennaio 2004  | Anterselva          | Italia               | MS                                                         |
| 29 febbraio 2004 | Lake Placid         | Stati Uniti          | PU                                                         |
| 4 marzo 2004     | Fort Kent           | Stati Uniti          | SP                                                         |
| 5 marzo 2004     | Fort Kent           | Stati Uniti          | PU                                                         |
| 13 marzo 2004    | Oslo Holmenkollen   | Norvegia             | PU                                                         |
| 14 marzo 2004    | Oslo Holmenkollen   | Norvegia             | MS                                                         |
| 19 dicembre 2004 | Östersund           | Svezia               | MS                                                         |
| 9 gennaio 2005   | Oberhof             | Germania             | PU                                                         |
| 19 marzo 2005    | Chanty-Mansijsk     | Russia               | MS                                                         |
| 8 dicembre 2005  | Hochfilzen          | Austria              | IN                                                         |
| 16 dicembre 2006 | Hochfilzen          | Austria              | SP                                                         |
| 1º marzo 2007    | Lahti               | Finlandia            | IN                                                         |
| 3 marzo 2007     | Lahti               | Finlandia            | SP                                                         |
| 4 marzo 2007     | Lahti               | Finlandia            | PU                                                         |
| 8 marzo 2007     | Oslo Holmenkollen   | Norvegia             | IN                                                         |

Legenda:

IN = individuale

SP = sprint

PU = inseguimento

MS = partenza in linea

RL = staffetta

### Sci di fondo

#### Marathon Cup
- Miglior piazzamento in classifica generale: 27º nel 2008
- 1 podio:
  - 1 secondo posto